# 2748 Patrick Gene
2748 Patrick Gene este un asteroid din centura principală, descoperit pe 5 mai 1981, de Carolyn Shoemaker.